# Vinařice (Jirkov)
Vinařice (deutsch Weingarten) ist ein Ortsteil der Stadt Jirkov in Tschechien.

## Geographie
Vinařice liegt etwa einen Kilometer nordwestlich des Stadtzentrums von Jirkovsich linksseitig der Bílina am Fuße des Erzgebirges. Südlich des Dorfes verläuft der Kanal Podkrušnohorský přivaděč. Im Norden erheben sich der Vinice (Weinberg, 494 m) und Na Skalce (543 m), südwestlich der Strážiště (Hutberg, 511 m). Gegen Nordwesten liegt die Trinkwassertalsperre Jirkov, darüber liegen die Reste der Burg Najštejn. Nordöstlich befindet sich das Schloss Červený Hrádek.
Nachbarorte sind Jindřišská und Pyšná im Norden, Červený Hrádek im Nordosten, Jirkov im Südosten, Březenec im Südwesten, Hrádečná und Šerchov im Westen sowie Květnov und Telš im Nordwesten.

## Geschichte

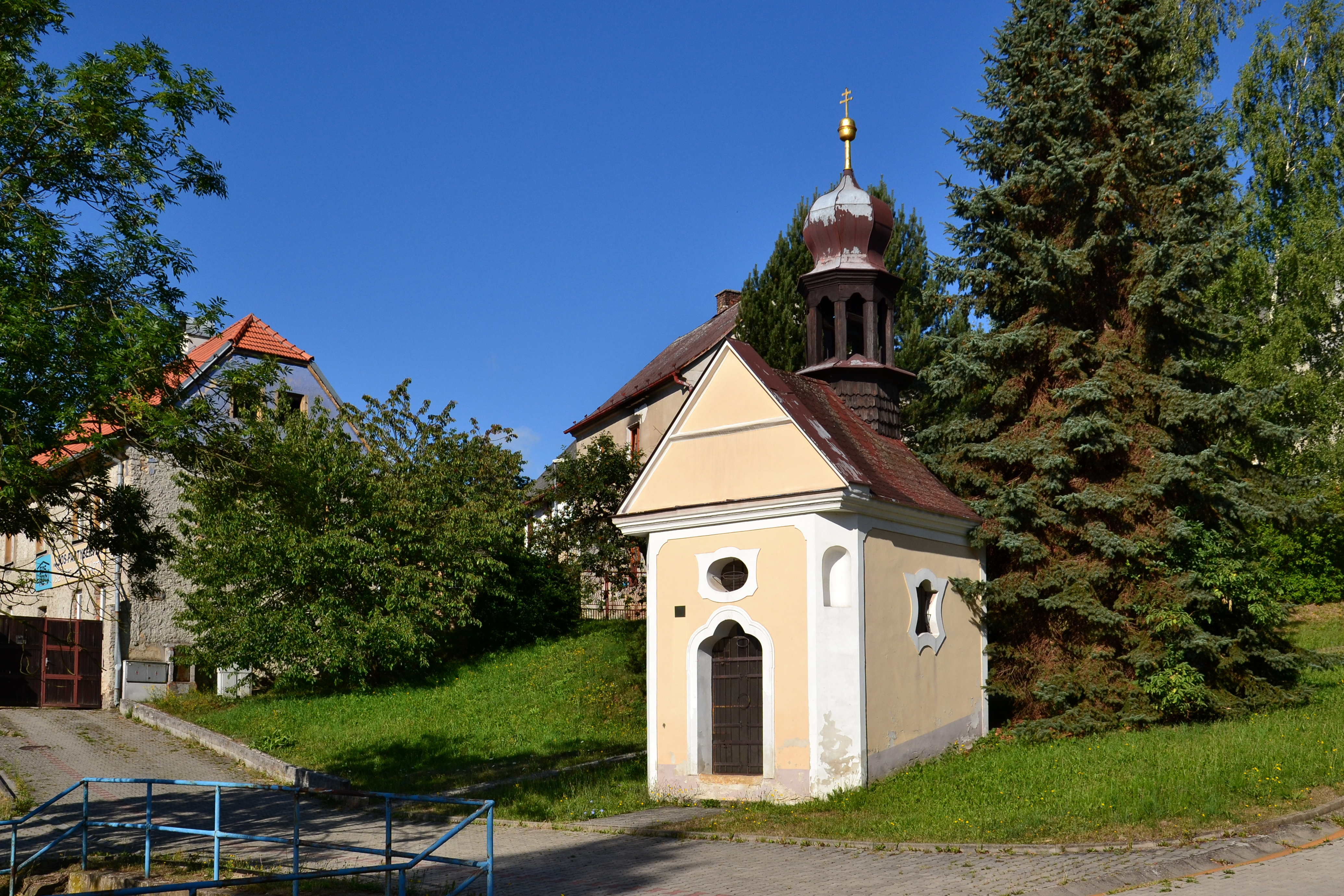
Barocke Kapelle Mariahilf

Die erste schriftliche Erwähnung des zur Burg Bořek gehörigen Dorfes Winarz erfolgte im Jahre 1417. Der Name des Ortes leitet sich von dem hier betriebenen Weinbau ab und änderte sich im Laufe der Geschichte über Winarzice und Winice in Weingarten. 1579 wurde das Dorf zusammen mit Hannersdorf an die Herrschaft Hagensdorf angeschlossen. In den 1650er Jahren wurde Weingarten Teil der Herrschaft Priesen. Pfarr- und Schulort war seit jeher Görkau. 1765 begann der Bau der Kapelle, der sich wegen Geldmangels über sieben Jahre erstreckte. Im Juni 1771 waren Weingarten und Pirken von einem schweren Hochwasser betroffen; dabei soll Weingarten sechs Tage überflutet gewesen sein. Dies erscheint wegen der Hanglage des Dorfes als unwahrscheinlich, jedoch gab es 91 Regentage im Zeitraum Mai–September 1771. Im Herbst 1771 entstand nach der Missernte eine Hungersnot und es brachen Seuchen aus, infolge deren die vermögenden Bewohner das Dorf verließen. In den 1770er Jahren bestand Weingarten aus 17 Häusern. 14 Wirtschaften besaßen ein wechselseitiges Schankrecht. Die Bewohner lebten von der Landwirtschaft, bei der der Weinbau, die Viehzucht sowie der Obstbau, insbesondere Kirschen und Walnüsse, dominierten. Außerdem wurde Flachs angebaut und Heimweberei betrieben. 1813 wurden Weingarten und Pirken von russischen Kosaken überfallen, die nahe dem Ort ihr Lager aufschlugen. 1847 bestand Weingarten aus 17 Häusern und hatte 113 Einwohner.
Nach der Aufhebung der Patrimonialherrschaften bildete Weingarten/Vinařice ab 1850 einen Ortsteil der politischen Gemeinde Hannersdorf in der Bezirkshauptmannschaft Komotau. 1868 wurde das Dorf nach Görkau eingemeindet. Durch den Gebirgsverein wurde 1882 oberhalb des Dorfes eine Wanderroute angelegt und auf dem Weinberg ein hölzerner Aussichtsturm errichtet. Zu Beginn des 20. Jahrhunderts wurde der Weinbau aufgegeben und der Obstbau erlebte mit der Anlage neuer Kirschgärten seine Blüte. Nach dem Münchner Abkommen wurde das Dorf 1938 dem Deutschen Reich zugeschlagen und gehörte bis 1945 zum Landkreis Komotau.
Nach dem Ende des Zweiten Weltkrieges kam Vinařice zur Tschechoslowakei zurück und die deutschen Bewohner wurden vertrieben. In den Jahren 1960 bis 1965 entstand nordwestlich des Dorfes die Trinkwassertalsperre Jirkov. Zwischen 1957 und 1967 wurde der Kanal Podkrušnohorský přivaděč, der zunächst südwestlich von Vinařice in die Bílina mündete, angelegt. Ab 1973 erfolgte der Fortbau des Kanals südlich des Dorfes an der Flurgrenze zu Jirkov bis zum Ervěnický koridor. Im Jahre 1974 begann der Abriss der östlichen Hälfte des Dorfes für die Errichtung der Plattenbausiedlungen Vinařice I und II. Nachfolgend wurden auch die Obstgärten für den Bau von Satellitensiedlungen der Stadt Jirkov gerodet. Im Jahre 1991 lebten in den acht Häusern von Staré Vinařice 21 Menschen, in den Plattenbausiedlungen von Nové Vinařice waren 850. Im Jahre 2001 bestand das Dorf aus 8 Wohnhäusern.

## Entwicklung der Einwohnerzahl
| Jahr | Einwohnerzahl |
| ---- | ------------- |
| 1869 | 138           |
| 1880 | 116           |
| 1890 | 106           |
| 1900 | 88            |
| 1910 | 97            |

| Jahr | Einwohnerzahl |
| ---- | ------------- |
| 1921 | 98            |
| 1930 | 79            |
| 1950 | 45            |
| 1961 | 57            |
| 1970 | 76            |

| Jahr | Einwohnerzahl |
| ---- | ------------- |
| 1980 | 48            |
| 1991 | 21            |
| 2001 | 16            |
| 2011 | 22            |

## Sehenswürdigkeiten
- barocke Kapelle Mariahilf, errichtet 1765–1773
- Talsperre Jirkov, nordöstlich des Dorfes
- Berg Strážiště mit Aussichtsturm
- Reste der Burg Neustein (Najštejn), nordöstlich über der Talsperre

## Persönlichkeiten
- Der Zirkusdirektor Karel Kludský (1891–1967) lebte nach der Enteignung seiner Villa in Jirkov durch die Kommunisten seit den 1950er Jahren in Vinařice. Kludský weigerte sich in das Haus neben der Kapelle zu ziehen und bewohnte bis zu seinem Tode einen Wohnwagen auf dem Hof.